# Johann Georg Walther (Pädagoge)
Johann Georg Walther (* 3. April 1708 in Oberörtmannsdorf; † 15. Oktober 1761 in Wittenberg) war ein deutscher Pädagoge und Rhetoriker.

## Leben
Walther, der seine Vorbildung am Gymnasium in Zittau genoss, hatte seit dem 28. Juni 1729 an der Universität Leipzig studiert, sich dort am 30. Dezember 1730 das Baccaulaurat und am 8. Februar 1731 den philosophischen Magistergrad erworben. Am 9. November 1742 trat er das Amt des Rektors der Schule in Torgau an. 1744 wurde er Gymnasialprofessor der Geschichte und der lateinischen Eloquenz am Gymnasium in Weißenfels und auch dessen Rektor. In jener Zeit trat er literarisch mit seinen sechs Programmen über den Ursprung der souveränen Macht hervor.
So für den Hochschulbetrieb empfohlen, wurde Walther am 21. Juni 1748 Adjunkt an der philosophischen Fakultät der Universität Wittenberg, übernahm dort am 26. August 1748 eine außerordentliche Professur für das Natur- und Völkerrecht. In seinen Vorlesungen behandelte er die Geschichte der Philosophie und der Kirche sowie die Rhetorik. Nachdem man ihm 1750 die ordentliche Professur der Ethik und Politik von Martin Hassen übertragen hatte, äußerte er allerdings vergeblich den Wunsch, den ihm lästigen Lehrstuhl mit der Professur der Rhetorik, seinem Lieblingsfach, zu vertauschen. Anders als sein Vorgänger Hassen lehrte er auch die Geschichte der Philosophie, wozu die Statuten der Fakultät den Professor der Moral und Politik ausdrücklich ermächtigten.
Ansonsten las er über die drei Teile der Moralphilosophie, Naturrecht, Ethik und Politik, fügte aber noch "Oeconomica" hinzu. Er hielt eine spezielle Vorlesung über die "Politica Externa", die die Franzosen "l' Art de negocier" nannten. Gottfried Achenwalls Kompendium der Statistik, welches jener 1749 in Göttingen unter dem Titel "Abriß der neuesten Staatswissenschaft der vornehmsten europäischen Reiche und Republiken" veröffentlicht hatte, wurde durch Walther auch in Wittenberg zu Vorlesungen gebraucht. Zudem übernahm Walther auch organisatorische Aufgaben an der Universität und verwaltete im Sommersemester 1754 das Rektorat der Wittenberger Hochschule.

## Werkauswahl
1. De Aera Templi cum Viro celeberrimo Leonardo Offerhausio disputatio. Langenheim, Leipzig 1741. (Digitalisat)
2. De Asiae veteris divisione maxime Herodotea, adversus B. Christophori Cellarii orbem antiquum disceptatio ad virum amplissimum doctissimumque Io. Georgium Hagerum ... praescripto. Langenheim, Leipzig 1741. (Digitalisat)
3. Der Unterschied des Erhabenen in einer Rede nach des Hermogenis und Longini Grund-Sätzen : In einem Sendschreiben an den Wohl-Edlen und Wohlgelahrten Herrn M. Christian Gotthielf Schönfeld, des Friedrichs-Gymnasii Sub-Conrector in Altenburg. Langenheim, Leipzig 1741. (Digitalisat)
4. Commentatio de Herodoto et Ctesia. Leipzig 1742
5. Commentatio de primis Asiae monarchis, ad locum Aeschyli in Persis 761- 788. Torgau 1744
6. Progr. de veterum recentiorumque Historicorum nimio rerum memorabilium amore. Weißenfels 1744. (Digitalisat)
7. Progr. de Aulone Palaestinae. Leipzig 1744
8. Commentatio I et II de providentia divina erga prosavos homines ante natum Servatorem. Leipzig 1744
9. Progr. de antiquae et Musices et Philosophiae coniunctione atque hinc repetenda origine systematum. Leipzig 1744, 1745
10. Progr. I - IV de origínibus infinitae potestatis. Leipzig 1744
11. Animadversiones historicae, in quibus varia cum antiquae Historiae, Geographiae, Chronologiae, tum auctorum classicorum loca explicantur atque emendantur. Leipzig 1748
12. Commentatio de Quinquennalibus et Decennalibus Imperatorum Romanorum, occasione tertiorum Quinquennalium in Saxonia et Polonia. Wittenberg 1748
13. Progr. de iuris naturalis primis naturae fontibus. Wittenberg 1750
14. Dissert. Observationes de praescriptione inter liberas gentes, Auct. et Resp. Ge. Henr. de Pöllnitz. Schlomach, Wittenberg 1751. (Digitalisat)
15. Dissert. de Actiacis Capitolinis aliisque agonibus Imperatorum Romanorum praefatus. Wittenberg 1752
16. Dissert. I et II de Autonomia Ecclesiae. Wittenberg 1755
17. Dissert. de caussis auctarum moralium civiliumque doctrinarum. Wittenberg 1757
18. Dissert. de societate generis humani in iure naturae et gentium controversa. Wittenberg 1759